# 阪神111形電車
阪神111形電車（はんしん111がたでんしゃ）は、かつて阪神電気鉄道が保有していた鉄道車両で、凸型車体の無蓋電動貨車である。このグループは装備品や形態の違いによって111形のほか112形・121形 (貨車)に分かれるが、本項ではこれらの車両についても併せて紹介する。

## 概要

### 111形
レールなど長尺物の運搬用として、1909年（明治42年）に自社工場で製造された木造の無蓋電動貨車である。認可は少し遅れ、1911年に101として竣工した。
車体は中央部を高い櫓状にしてそこに運転台を設置、運転台を高床式として下部を空洞化し、電柱やレールといった長尺物を容易に運搬できるようにした。似たような形態の電動貨車としては琴電デカ1形があるが、デカ1形の運転台の形態が空母のようなアイランド型であるところが111形各形式と異なる。
運転台やアオリ戸もはじめ、台枠も含めて木製で、車体中央（前後の中心）に運転台がある車両としては日本初と推定されている。積載重量は5.6 t で、当初は荷重10 t として申請したが、荷台に荷物を満載した場合に見通しが利かなくなる恐れがあることから、かなり低く制限された。
台車は1形1に装着されていたペックハム14-B-3-Xを転用して装着、主電動機は1時間定格出力33.6 kW のウェスティングハウス・エレクトリック社製WH-38-Bを4基搭載、主制御器はゼネラル・エレクトリック(GE)社製直接制御器のK-61を装備したほか、SM-3直通ブレーキを取り付けて、1形とほぼ同等の性能となった。
集電装置は複架線式のためトロリーポールを2組備え、連結器は装備していなかったが救助網は装備していた。

### 112形
1922年（大正11年）に廃車となった1形1・2の台車・電装流用で日本車輌製造製の112・113、1931年に101形有蓋電動貨車107・108の台車・電装品流用で藤永田造船所製の114・115の4両が製造された。
車体は運転台やアオリ戸は木製であったが、台枠は鋼製台枠を採用したことにより、積載重量は6.25 t に増加している。ただし、101（111）に設けられていた荷台妻板は取り付けられていなかった。
台車は種車のJ.G.ブリル社製Brill 27G1を装着し、主電動機はのWH-38-Bを4基搭載、制御器はWH社製直接制御器のWH-405Dを装備したほか、SM-3直通ブレーキを取り付けた。集電装置は112・113はトロリーポール2基搭載で竣工したが、114・115は新設軌道線の単架線化が完了していたことからポール1基搭載で竣工した。本形式も連結器は装備していなかったが救助網は装備していた。

### 121形 (貨車)
「アミ電」こと121形の123を種車に、1956年（昭和31年）に改造された車両である。
車体は111・112形と同様の凸型車体であるが、軌道工事（保線）用の土砂運搬を主目的にしているため、運転室の下部に設けられていた空間はなく、その代わりに山側（右側）に出入り台が設けられたほか、前後に荷台が設けられて、神戸側は山側（右側）に、大阪側は海側（浜側）に傾斜して土砂の散布に適した構造になっていた。しかし、傾けるためのモーター等の動力はなかったことから、まずはスコップ等で土砂をかき出し、残り少なくなってから人力で傾斜させていた。
台車及び電装品は種車のものを流用して台車はJ.G.ブリル社製Brill 27MCB-1を装着し、主電動機は1時間定格出力37.3 kW のGE社製GE-90-Aを4個搭載、制御器は同じくGE社製K-40Aを、ブレーキはSM-3直通ブレーキをそれぞれ装備していた。また、戦後の登場であることから、集電装置はパンタグラフ（東洋電機製造PT-11A）を搭載した。

## 変遷
これらの車両は就役後、主として工事用として使用された。1923年（大正12年）の新設軌道線の単架線化に伴い、101・112・113の集電装置をトロリーポール1基搭載に変更、1929年（昭和4年）に有蓋電動貨車と無蓋電動貨車との間で番号を揃えるため、101と111の番号交換を実施した。
1932年（昭和7年）新設軌道線用車両の集電装置がパンタグラフ化されるのに伴い、111 - 115のトロリーポールをパンタグラフ（東洋電機製造PT-11A）に換装したほか、1933年（昭和8年）の神戸市内地下線開業に伴い新設軌道線から併用軌道区間が消滅したことから、装備していた救助網を撤去した。また、この前後の時期に111の台車が61形・101形の廃車発生品であるJ.G.ブリル社製Brill 27G1、制御器がGE社製K-40Aに換装されたほか、1938年に112が101やボギー散水車の69とともに併用軌道線への乗り入れが認可されたことにより、再び救助網を取り付けるとともに、併用軌道線への乗り入れの際には集電装置をポールに取り替えて入線した。
太平洋戦争末期の1945年（昭和20年）6月5日の神戸大空襲において115が東明車庫の構内で半焼したが、1947年（昭和22年）に復旧した。その後1953年（昭和28年）に111が廃車されたが、1954年（昭和29年）には、3011形登場に際して大型車の通過に支障がないか検測する必要があるため、114の車体に櫓を取り付けるとともに、台車をBrill 27MCB-1に換装した。
1955年（昭和30年）には112・113・115の大改装を実施、運転室の妻面に出入り口を設けたほか、運転台の屋根を低くしてパンタグラフの動作改善を実施した。台車及び電装品も大幅に換装され、台車が51形の廃車発生品であるBrill 27MCB-1に、主電動機も同じく51形のGE社製GE-200C（1時間定格出力29.8 kW）4基に換装され、主制御器は801形の制御器交換によって捻出された手動加速式のGE社製MK単位スイッチ式間接制御器に換装、マスコンが小型化されたことから狭い運転台の環境改善に貢献した。この他、ひさしに前照灯が取り付けられ、運転台横に尾灯が取り付けられたこととあいまって、一見すると凸型電気機関車に類似した外観となった。
114に対しても同様の改造が施されたほか、1956年（昭和31年）には架線作業兼用車となり、片側のアオリ戸を撤去して櫓を架線工事に適したものに改造し、1958年（昭和33年）ごろには櫓の下にタンクを設置した。しかし、1958年（昭和33年）に定期工事貨物運用が廃止されたことから余剰となった112と121が同年6月に廃車、121は改造後2年に満たない車齢であった。
その後残留した113 - 115の3両は114と115が主電動機を三菱電機製MB-86A（1時間定格出力37.3 kW）4基搭載に換装されて出力強化が図られたほか、1962年には113に簡易連結器を取り付けてブレーキをAMM自動空気ブレーキに換装、レール運搬貨車の101号の牽引に使用した。1967年（昭和42年）の架線電圧の直流1,500 V への昇圧に際して、事業用電動貨車を1121,1141形改造の151形に置き換えることとなり、114が同年7月に、残る113・115が同年11月に廃車、ユニークな形状の電動貨車として有名であった111形各形式がここに消滅した。